# 佐里亞涅 (拉特涅區)
51°38′37″N 24°38′41″E / 51.64361°N 24.64472°E
佐里亞涅（烏克蘭語：Зоряне），是烏克蘭的村落，位於該國西部沃倫州，由科韋利區負責管轄，始建於1964年，面積1.58平方公里，海拔高度158米，2001年人口237，人口密度每平方公里150.09人。